# Villa Lablache
La villa Lablache, située 39 avenue Albine à Maisons-Laffitte, est un monument historique,,.

## Historique
Luigi Lablache acquiert une vaste parcelle de 15 000 m2 dans la parc de Maisons-Laffitte. Il y fait construire grande maison de maître aux 39 et 41 de l'avenue Albine, ainsi que de nombreuses dépendances (deux écuries, grande remise, logement de jardinier, deux bassins, etc).